# Lytta fulvipennis
Lytta fulvipennis är en skalbaggsart som beskrevs av Leconte 1853. Lytta fulvipennis ingår i släktet Lytta och familjen oljebaggar. Inga underarter finns listade i Catalogue of Life.